# La Grande Illusion
La Grande Illusion is een Franse oorlogsfilm uit 1937 onder regie van Jean Renoir. In 1939 werd de film genomineerd voor de Oscar voor Beste Film.

## Verhaal
Tijdens de Eerste Wereldoorlog worden luitenant Maréchal en de kapitein de Boëldieu in hun vliegtuig neergehaald door de Duitse kapitein von Rauffenstein. Ze belanden in een krijgsgevangenkamp voor officieren. Daar sluiten de vier Franse officieren van verschillende komaf vriendschap: de aristocraat Boieldieu, de volkse Maréchal, de Joodse nouveau riche Rosenthal en de variétékomiek Cartier. Ze doen alsmaar pogingen om uit het kamp te ontsnappen maar ze worden steeds weer gevat. Ze worden naar de gevangenis in het kasteel Wintersborn gestuurd, die wordt geleid door de aristocratische Duitse kapitein von Rauffenstein. Hij probeert vriendschap te sluiten met de adellijke kapitein de Boëldieu. Maréchal en Rosenthal slagen erin te ontsnappen waarbij de Boëldieu zich opoffert.

## Rolverdeling
| Acteur             | Personage                 |
| ------------------ | ------------------------- |
| Jean Gabin         | Luitenant Maréchal        |
| Dita Parlo         | Elsa                      |
| Pierre Fresnay     | Kapitein de Boëldieu      |
| Erich von Stroheim | Kapitein von Rauffenstein |
| Julien Carette     | Cartier                   |
| Georges Péclet     | Slotenmaker               |
| Werner Florian     | Sergeant Arthur           |
| Jean Dasté         | Leraar                    |
| Sylvain Itkine     | Luitenant Demolder        |
| Gaston Modot       | Ingenieur                 |
| Marcel Dalio       | Luitenant Rosenthal       |

## Ontvangst
De film beleefde zijn première tijdens het Filmfestival van Venetië en werd daar enthousiast ontvangen. In Duitsland werd de prent slecht onthaald door het nazi-regime vanwege de pacifistische boodschap. Minister van Propaganda Joseph Goebbels sloeg de film in de ban. In de volgende decennia verwierf de film de status van een meesterwerk.